# James Prescott Joule
James Prescott Joule FRS (pronuncia-se /ˈdʒuːl/; Salford, 24 de dezembro de 1818 – Sale, Trafford, 11 de outubro de 1889) foi um físico britânico.
Joule estudou a natureza do calor, e descobriu relações com o trabalho mecânico. Isso direcionou para a teoria da conservação da energia (a Primeira Lei da Termodinâmica). A nomenclatura joule, para unidades de trabalho no SI só veio após sua morte, em homenagem. Joule trabalhou com Lorde Kelvin, para desenvolver a escala absoluta de temperatura, também encontrou relações entre o fluxo de corrente através de uma resistência elétrica e o calor dissipado, agora chamada Lei de Joule.
As ideias de Joule sobre energia não foram primordialmente aceitas, em partes porque elas dependiam de medições extremamente precisas, o que não era tão comum em física. No seu experimento mais bem conhecido (que envolvia a queda de um corpo que fazia girar uma haste com pás dentro de um recipiente com água, cuja temperatura ele mediu), era necessária a precisão de 1/200 graus Fahrenheit, o que seus contemporâneos não achavam possível. Os trabalhos de Joule complementam o trabalho teórico de Rudolf Clausius, que é considerado por alguns como coinventor do conceito de energia.
Resistências vieram, pois o trabalho de Joule contrariava o que todos da época acreditavam, que o calor era um fluido, o "calórico", e esse fluido não podia ser destruído nem mesmo criado. Joule, no entanto, dizia que o calor era apenas uma das formas de energia, e somente a soma de todas as formas é que permanecia conservada. Hoje em dia pode ser difícil entender tal atração na teoria do calórico, na época, essa teoria aparentava ter algumas vantagens óbvias. Joule estava propondo uma teoria cinética do calor, que viria a requer um conceito a mais: se o calor é devido a agitação das moléculas, por que então essa agitação não perdia sua intensidade gradualmente? As ideias de Joule necessitavam que se acreditasse que as colisões entre as moléculas seriam perfeitamente elásticas, mas devemos lembrar que os conceitos de átomos e moléculas ainda não eram completamente aceitos. A teoria de máquinas de calor de Carnot funcionava perfeitamente e era baseada no fato da existência do calórico, e somente depois foi provado por Lorde Kelvin que a matemática de Carnot seria igualmente válida sem se assumir a existência do calórico.
A descoberta da conservação da energia foi uma das chaves para a nova ciência da termodinâmica. Joule e seus contemporâneos não entendiam inicialmente que os processos termodinâmicos deveriam ser irreversíveis. Eles viam a energia no universo como sendo um processo que poderia ser repetido indefinidamente através da reciclagem da mesma energia. Essa ideia, no entanto, só veio a cair com a descoberta da Segunda Lei da Termodinâmica, que diz que a energia percorre um único sentido, e a descoberta da entropia.

## Primeiros anos

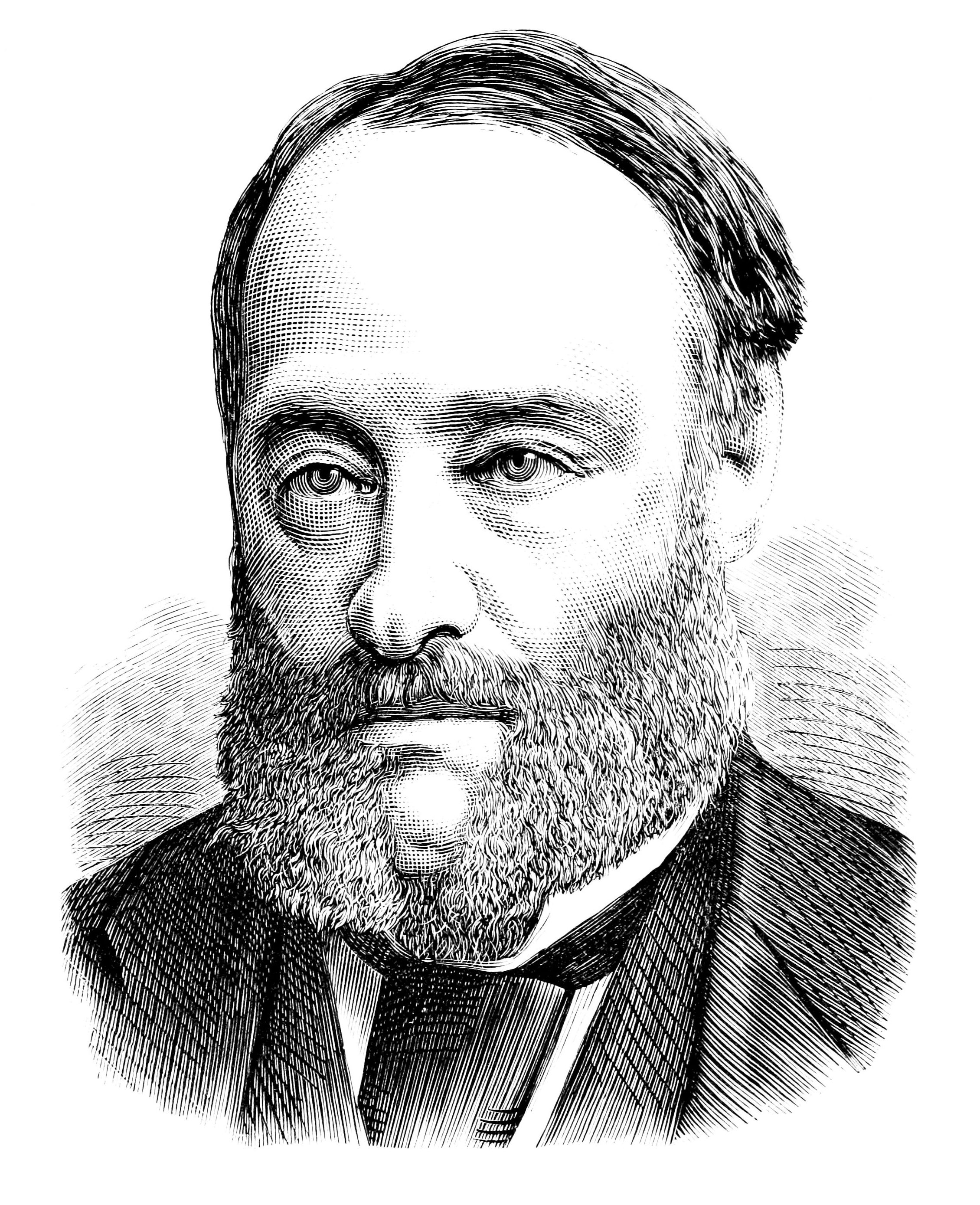
Desenho de Joule de 1892.

Filho de Benjamin Joule (1784-1858), um rico cervejeiro, Joule foi educado em casa, em Salford, até 1834 quando foi enviado, com seu irmão Benjamim, para estudar com John Dalton na Sociedade Literária e Filosófica de Manchester. Os dois só receberam educação por dois anos em aritmética e geometria, até que Dalton foi forçado a se aposentar devido a um acidente vascular cerebral. Entretanto, a influência de Dalton deixou marcas duradouras assim como a de seus associados, o químico William Henry e os engenheiros de Manchester Peter Ewart e Eaton Hodgkinson. Joule foi posteriormente tutelado por John Dalton. Fascinado por eletricidade, ele e seu irmão faziam experiências dando choques elétricos em si e nos empregados da família.
Joule tornou-se um gerente da fábrica de cerveja e tinha um papel ativo até a venda do negócio em 1854. A ciência era um hobby, mas ele logo começou a investigar a viabilidade da substituição do motor a vapor da cervejaria pelo recém-inventado motor elétrico. Em 1838, seus primeiros artigos científicos sobre a eletricidade foram contribuições para Annals of Electricity, a revista científica fundada e conduzida por William Sturgeon, colega de Davies. Ele descobriu a Lei de Joule em 1840 e esperava impressionar a Royal Society, mas notou, não pela última vez, que ele era visto como um mero amador provinciano. Quando Sturgeon se mudou para Manchester em 1840, Joule e ele se tornaram o núcleo de um círculo de intelectuais da cidade. Os dois compartilhavam simpatias similares de que ciência e teologia podem e devem ser integradas. Joule continuou a palestrar na Galeria Real Vitória de Prática Científica de Sturgeon.
Passou a perceber que a queima de uma libra de carvão em uma máquina a vapor produzia rendimento cinco vezes maior que uma libra de zinco consumida em uma célula elétrica de Grove, uma primitiva bateria elétrica. O padrão comum de Joule de "rendimento econômico" foi a capacidade de obtenção de uma libra pela altura de um pé, a pé-libra.
Joule foi influenciado pelas ideias de Franz Aepinus e tentou explicar os fenômenos da eletricidade e do magnetismo em termos de átomos rodeados por um "éter calorífico em um estado de vibração".
Contudo, o interesse de Joule desviou-se da estrita questão financeira para o de quanto trabalho pode ser extraído de uma determinada fonte, levando-o a especular sobre a convertibilidade da energia. Em 1843 publicou os resultados de experimentos mostrando que o efeito do calor que tinha quantificado em 1841 foi devido à geração de calor no condutor e não sua transferência de outra parte do equipamento. Esta foi uma objeção direta à teoria calórica que dizia que o calor não pode ser nem criado nem destruído. A teoria calórica havia dominado o pensamento na ciência do calor desde que fora introduzida por Antoine Lavoisier em 1783. O prestígio de Lavoisier e o sucesso prático da máquina de calor da teoria calórica de Sadi Carnot desde 1824 garantiam que o jovem Joule, que não trabalhava nem na academia nem na profissão de engenheiro, teria um caminho difícil pela frente. Os defensores da teoria calórica prontamente apontaram para a simetria do efeito Peltier-Seebeck para alegar que o calor e a corrente eram convertíveis, pelo menos aproximadamente, por um processo reversível.

## Trabalhos publicados
- «On the Heat evolved by Metallic Conductors of Electricity, and in the Cells of a Battery during Electrolysis». Philosophical Magazine. 19 (124): 260. 1841. doi:10.1080/14786444108650416
- «On the Calorific Effects of Magneto-Electricity, and on the Mechanical Value of Heat». Philosophical Magazine. 3. 23 (154): 435–443. 1843. doi:10.1080/14786444308644766
- «On the Changes of Temperature Produced by the Rarefaction and Condensation of Air». Proceedings of the Royal Society of London. 5: 517–518. 1844. doi:10.1098/rspl.1843.0031
- «On the Changes of Temperature Produced by the Rarefaction and Condensation of Air». Philosophical Magazine. 3. 26 (174): 369–383. 1845. doi:10.1080/14786444508645153
- «On the Mechanical Equivalent of Heat». Notices and Abstracts of Communications to the British Association for the Advancement of Science. 15. 1845b Associação Britânica em Cambridge, junho de 1845.
- «On the Existence of an Equivalent Relation between Heat and the ordinary Forms of Mechanical Power». Philosophical Magazine. 3. 27 (179): 205–207. 1845c. doi:10.1080/14786444508645256
- «On the Mechanical Equivalent of Heat». Philosophical Transactions of the Royal Society of London. 140: 61–82. 1850. doi:10.1098/rstl.1850.0004
- The Scientific Papers of James Prescott Joule. Londres: Physical Society. 1884. OL 239730M
- Joint scientific papers (em inglês). Londres: Taylor and Francis. 1887

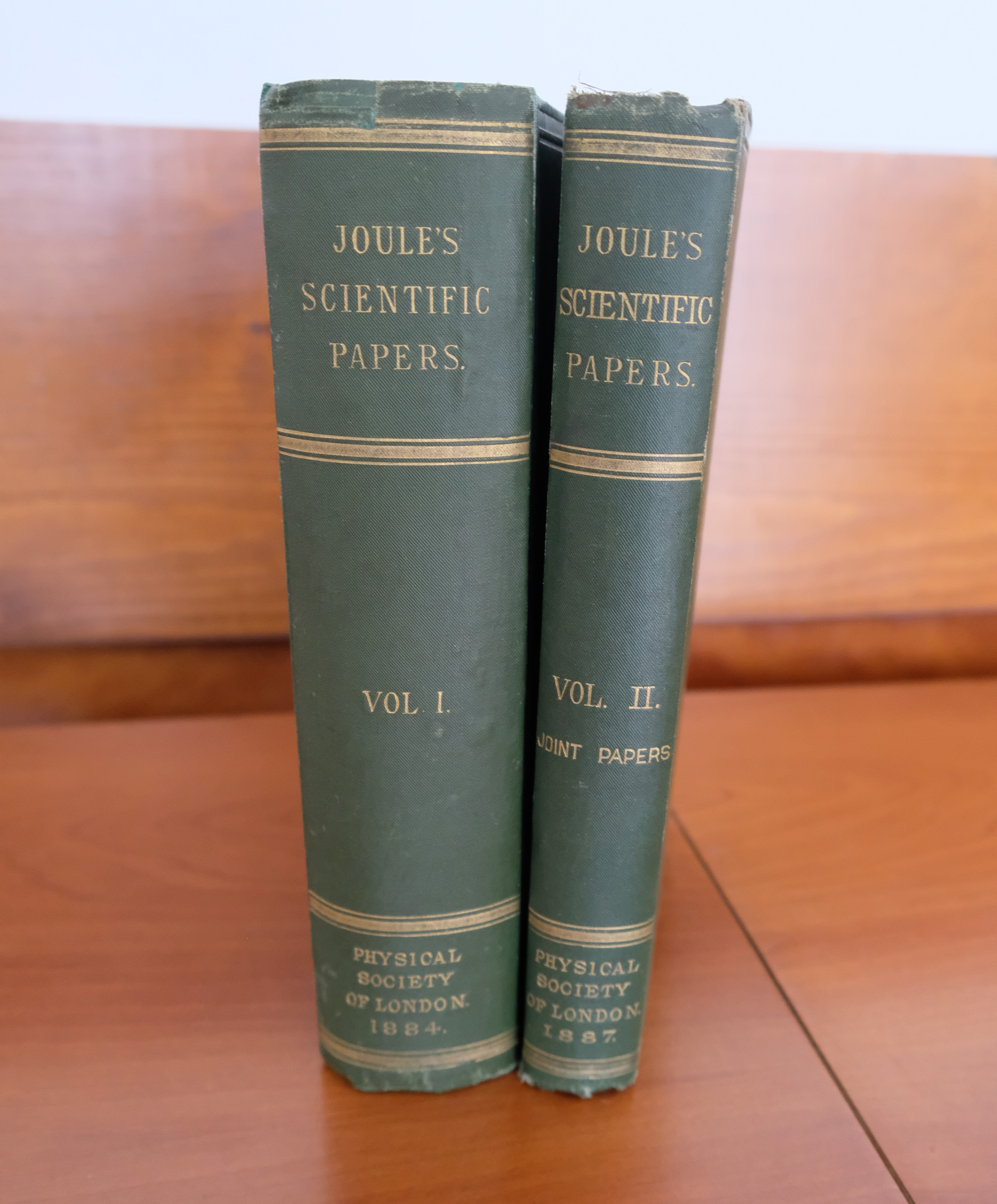
Volumes I e II de "The Scientific Papers"
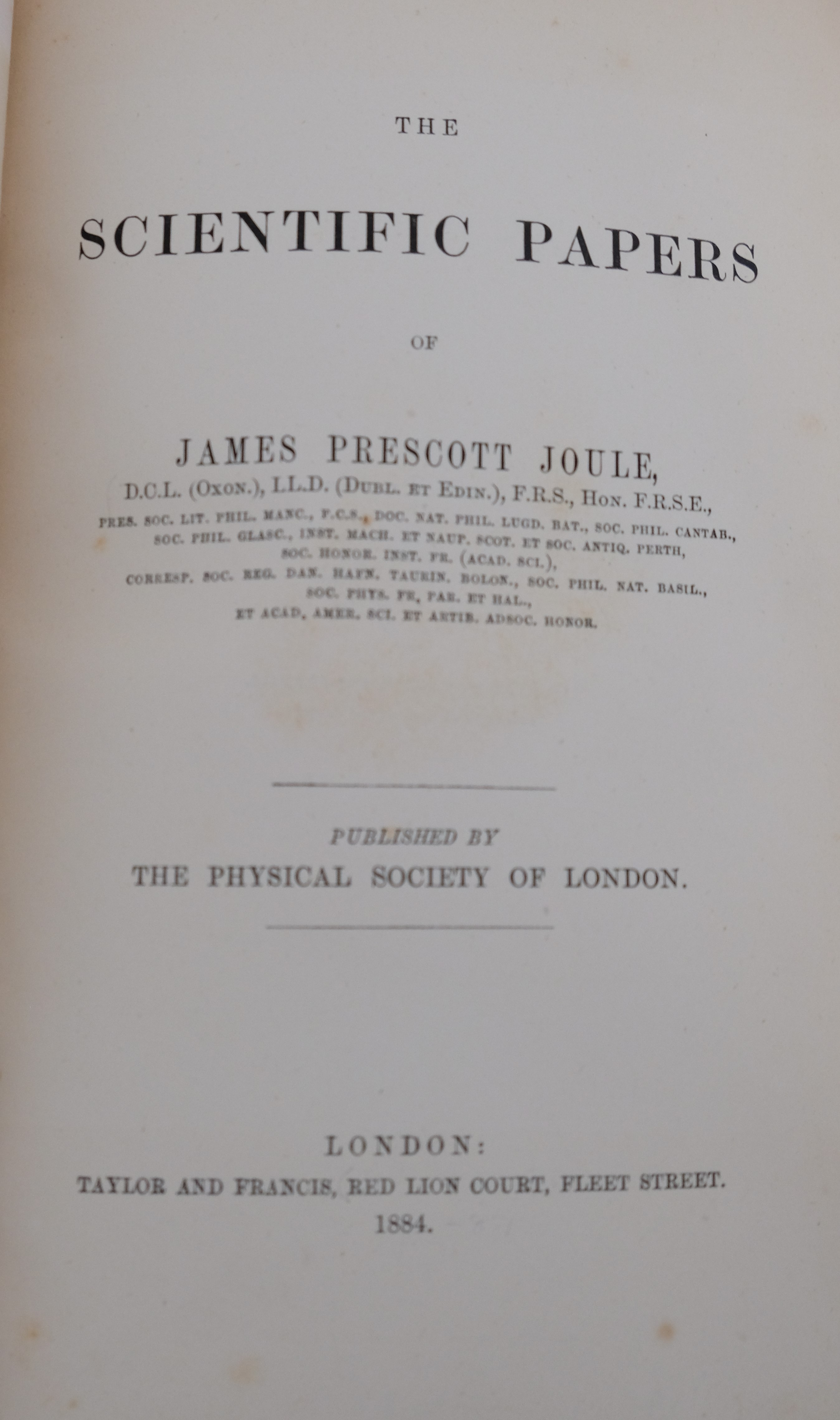
Folha de rosto do volume I de "The Scientific Papers"
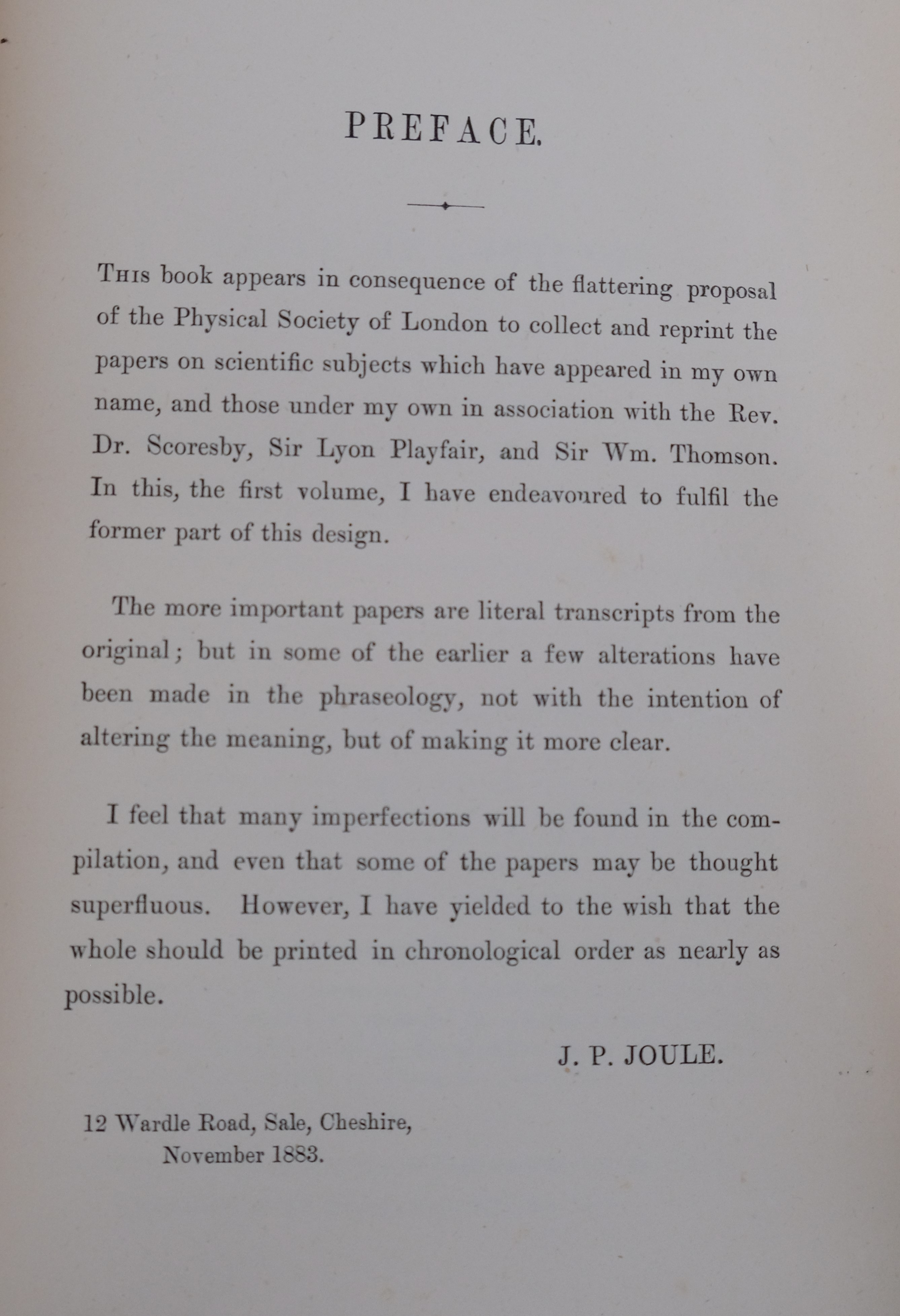
Folha de rosto do volume I de "The Scientific Papers"
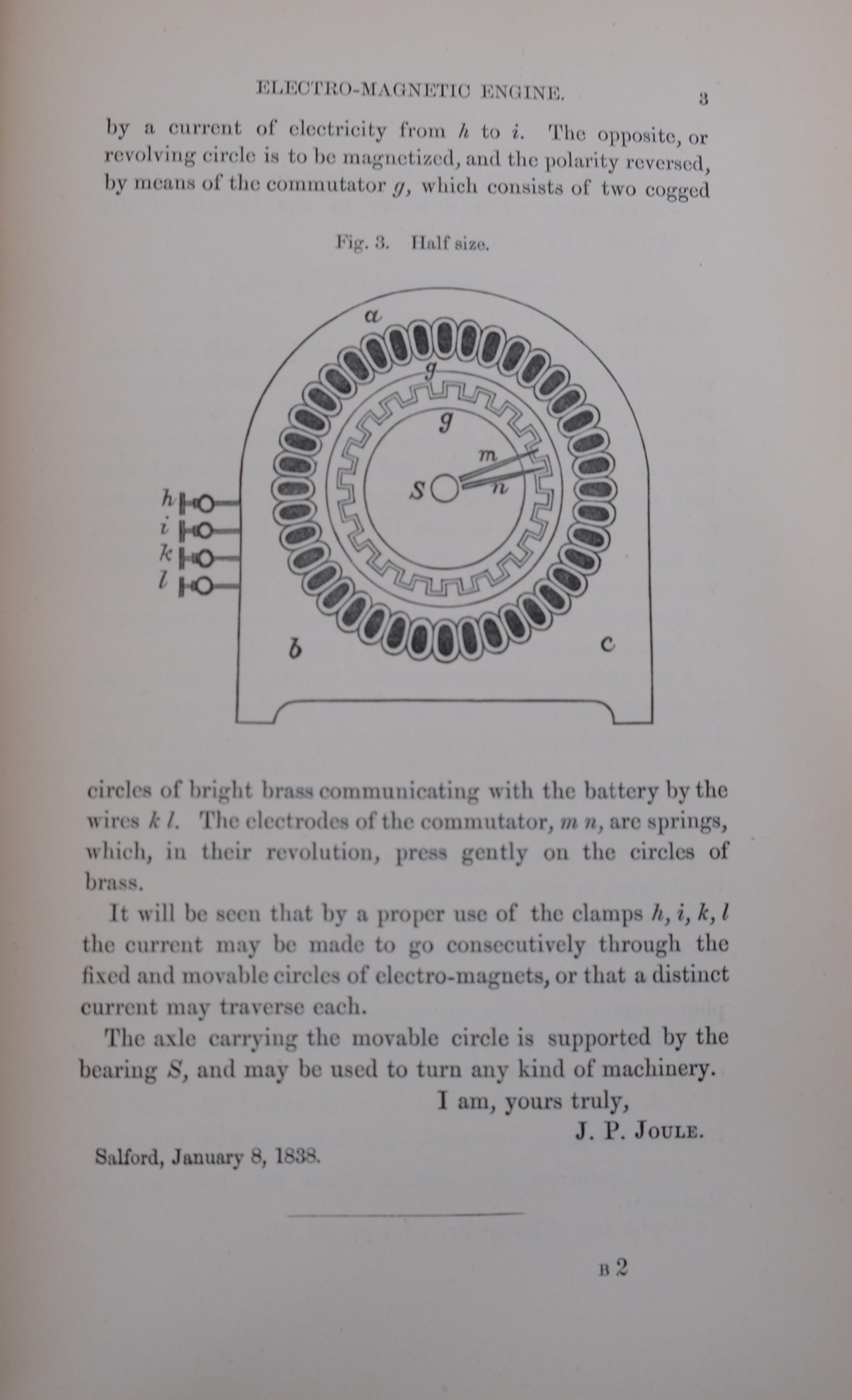
Folha de rosto do volume I de "The Scientific Papers"